# Japanische Scheinkamelie

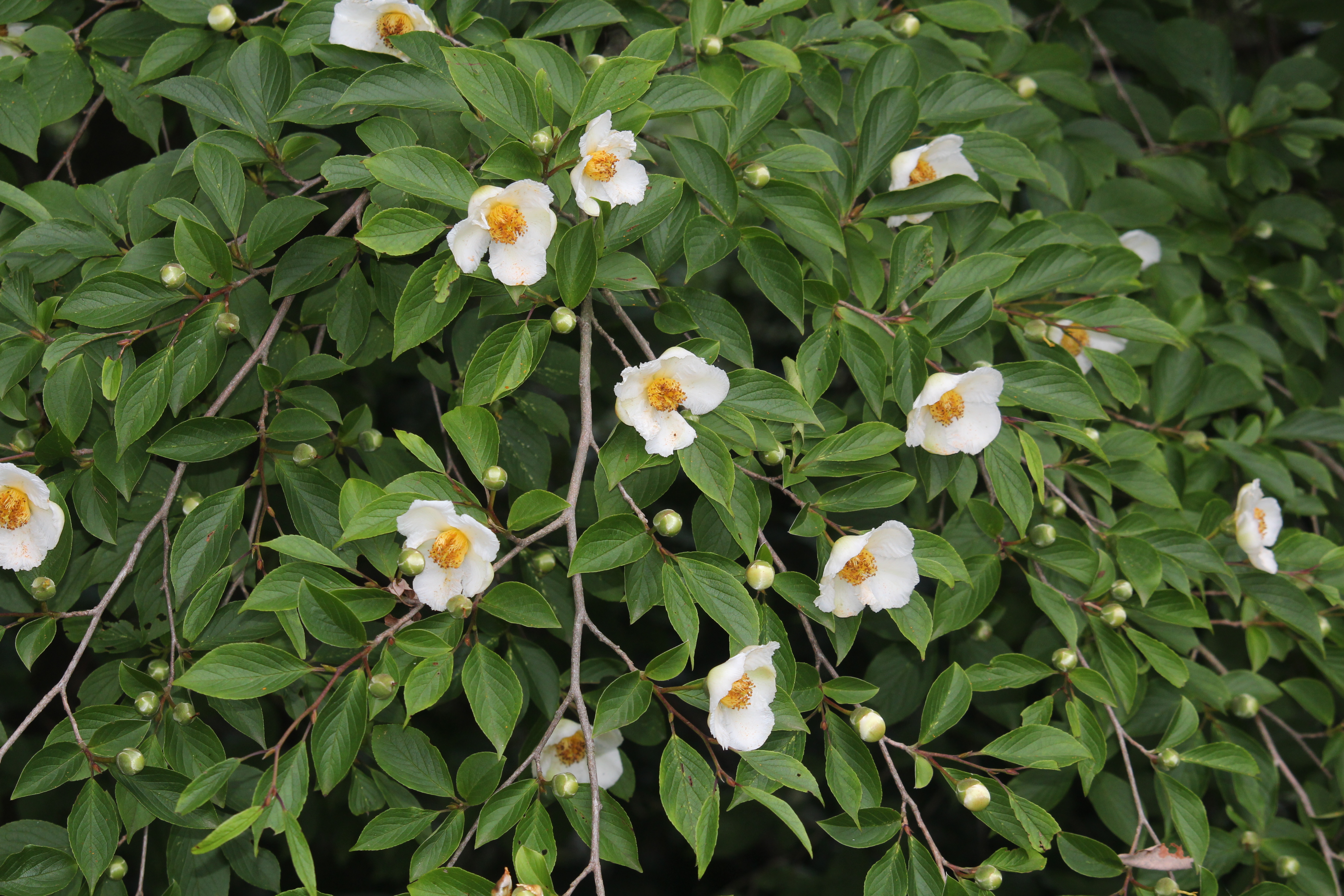
Blätter und Blüten

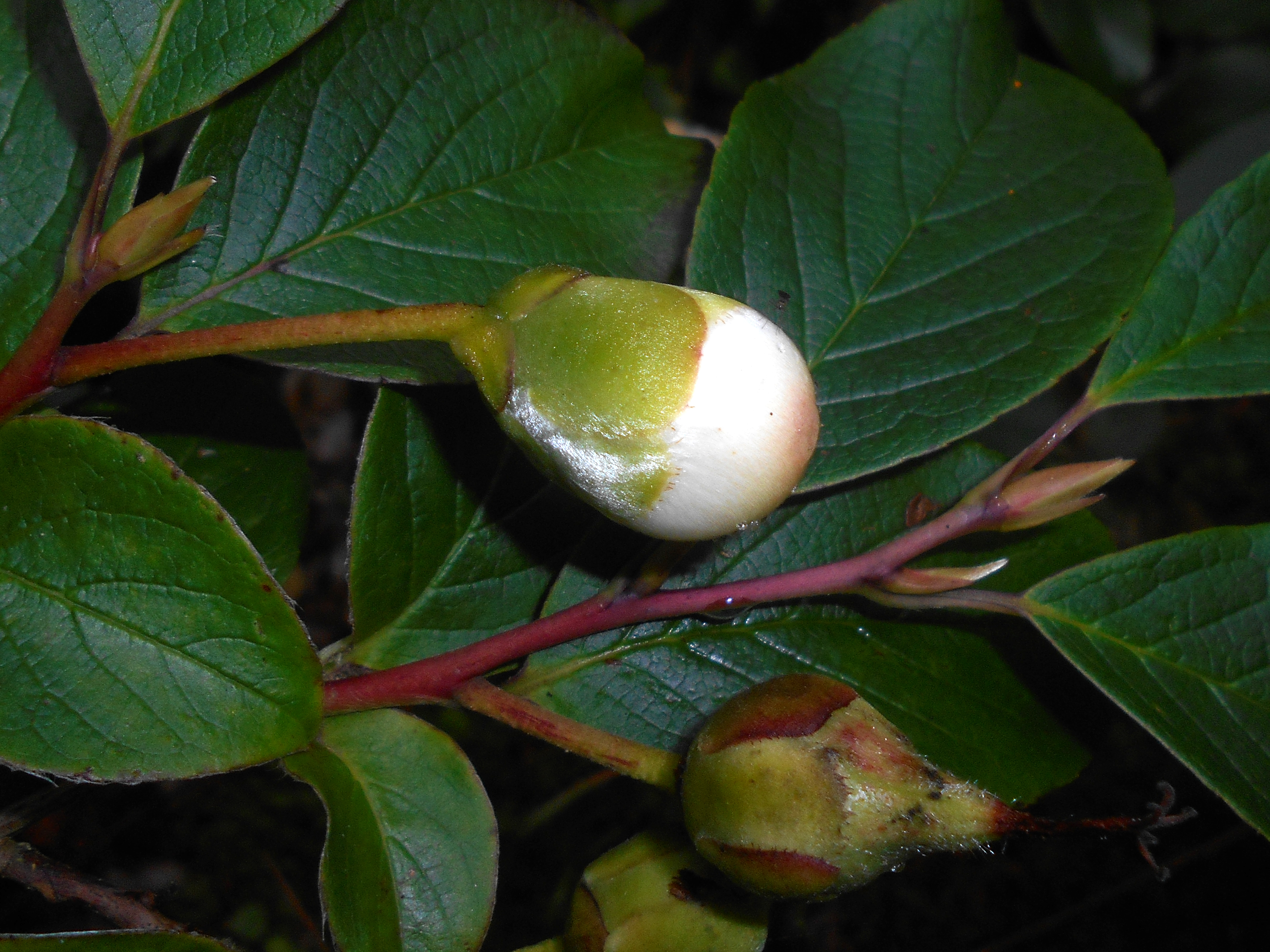
Blätter und Knospen

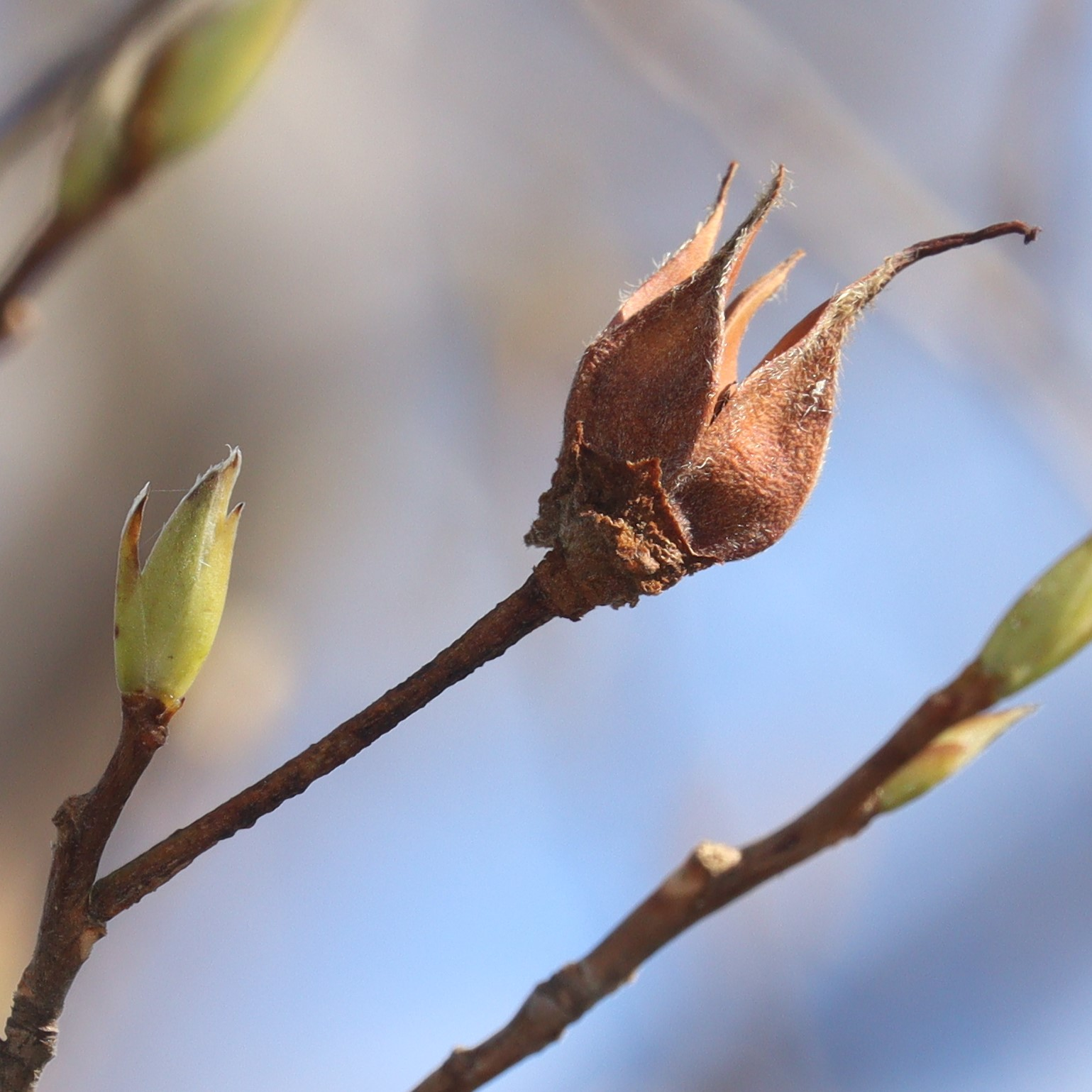
Kapselfrucht

Die Japanische Scheinkamelie (Stewartia pseudocamellia) ist ein großer Strauch oder Baum mit 5 bis 7 Zentimeter großen, weißen Blüten aus der Familie der Teestrauchgewächse (Theaceae). Das natürliche Verbreitungsgebiet liegt in Japan und Südkorea. Sie wird manchmal aufgrund der dekorativen Blüten und der beeindruckenden Herbstfärbung als Zierpflanze verwendet. 

## Beschreibung
Die laubabwerfende Japanische Scheinkamelie ist ein 4 bis 6 manchmal sogar bis 18 Meter hoher, anfangs straff aufrechter Strauch oder Baum mit rötlicher, sich in großen Platten ablösender, glatter Borke und dünnen, geraden, kahlen und graubraunen Trieben. Der Stammdurchmesser erreicht über 50 Zentimeter.
Die wechselständigen Laubblätter haben einen 0,3 bis 1 Zentimeter langen Stiel. Die Blattspreite ist einfach, elliptisch oder eiförmig bis verkehrt-eiförmig, 6 bis 11 Zentimeter lang, spitz bis zugespitzt, mit spitzer Basis und entfernt feinspitzig feingesägtem Rand. Die kahle Blattoberseite ist frischgrün, die Unterseite ist heller und mit wenigen langen Haaren besetzt oder kahl. Die Herbstfärbung ist orangerot bis dunkelrot. Die Herbstfärbung ist orange-rot bis rot.
Die großen, gestielten Blüten erscheinen einzeln und achselständig. Die zwittrigen und fünfzähligen Blüten sind breit schalenförmig und haben Durchmesser von 6 bis 10 Zentimeter und einen 1 bis 3 Zentimeter langen Stiel. Die Deckblätter sind kleiner als die Kelchblätter. Die rundlichen, feinhaarigen Kelchblätter sind klein. Die dachigen, weißen, bis 4 Zentimeter langen und knittrigen, außen feinhaarigen Kronblätter sind beinahe kreisrund. Die vielen, relativ kurzen Staubblätter sind an der Basis in Büscheln verwachsenen und gelblich mit orangefarbenen Staubbeuteln. Die fünf Griffel sind rifflig verwachsen mit spreizenden, länglichen Narben. Der fünfkammerige, behaarte Fruchtknoten ist oberständig.
Als Früchte werden behaarte, eiförmige, etwa 2 Zentimeter lange, fünfkantige, holzige und vielsamige, lokulizidale Kapseln mit Kelchresten gebildet. Die braunen, flachen Samen sind kurz geflügelt. Die Japanische Scheinkamelie blüht von Juli bis August.

## Verbreitung
Das natürliche Verbreitungsgebiet liegt in Japan auf den Inseln Honshū, Kyushu und Shikoku und in Südkorea. Die Japanische Scheinkamelie wächst in artenreichen Wäldern und Gehölzgruppen auf frischen bis feuchten, sauren bis neutralen, sandig-humosen oder lehmig humosen Böden an sonnigen bis halbschattigen Standorten. Die Art ist wärmeverträglich, mäßig frosthart und kalkunverträglich. Das Verbreitungsgebiet wird der Winterhärtezone 6b zugeordnet mit mittleren jährlichen Minimaltemperaturen von −20,5 bis −17,8 °C (−5 bis 0 °F).

## Systematik
Die Japanische Scheinkamelie (Stewartia pseudocamellia) ist eine Art aus der Gattung der Scheinkamelien (Stewartia) in der Familie der Teestrauchgewächse (Theaceae). Dort wird die Gattung der Tribus Stewartieae zugeordnet. Die Art wurde 1867 von Carl Maximowicz erstmals wissenschaftlich beschrieben. Der Gattungsname Stewartia erinnert an John Stewart, den Earl of Bute (1713–1793), einen Staatsmann, der unter Georg III. Premierminister war und einen eigenen botanischen Garten hatte. Das Artepitheton pseudocamellia setzt sich aus dem griechischen ψεῦδος, pseudos für „Lüge“ und Camellia, dem Gattungsnamen der Kamelien zusammen. Er verweist auf die äußere Ähnlichkeit mit Arten dieser Gattung.
Es werden manchmal von einigen Autoren zwei Varietäten unterschieden:
- Stewartia pseudocamellia var. pseudocamellia aus Japan.
- Koreanische Scheinkamelie (Stewartia pseudocamellia var. koreana (Nakai) Sealy). Sie unterscheidet sich durch die leicht hin- und hergebogenen Triebe und durch die breit elliptischen, 4,5 bis 6,5 Zentimeter langen und kurz zugespitzten Blätter. Die Blüten sind 5 bis 7 Zentimeter breit, die Kronblätter kreisrund bis breit verkehrt-eiförmig mit fein gewelltem Rand. Sie ist wärmeliebend und frostempfindlich. Ihr Verbreitungsgebiet liegt in Südkorea.[2]

## Verwendung
Die Japanische Scheinkamelie wird manchmal aufgrund der dekorativen Blüten und der beeindruckenden Herbstfärbung als Zierstrauch verwendet.